# Жихарь, Евгений Иванович
Евгений «Евген» Иванович Жихарь (бел. Яўген «Аўген» Іванавіч Жыхар; 1925 дер. Париж, Виленское воеводство, Польша — 11 января 1955, Поставский район, Витебская область, БССР) — деятель белорусского антисоветского движения, поэт.

## Биография
Родился в деревне Париж (ныне Поставский район, Витебская область, Республика Беларусь).
Происходил из православной крестьянской семьи, учитель по образованию. До 1941 года учился в школе деревни Осингородок Поставского района.
Во время немецкой оккупации БССР Жихарь учился в Поставской учительской семинарии, которую закончил в начале 1944 года. Член «СБМ» и «БНП». Писал стихи. Летом 1944 года, в результате устроенной немцами мобилизации на оккупированных землях, попал в разведывательно-диверсионное подразделение Абвера Дальвитц, где прошёл полный курс обучения.
В 1945 году, после расформирования батальона, Жихарю удалось скрыться от преследования и под своей фамилией вступить в ряды Красной армии. С июля 1945 по 1946 год он работал школьным учителем в деревне Верацеи Поставского района Витебской области.

### В подполье
После того как сотрудники МГБ, узнав о прошлом Жихаря, попытались его арестовать, тот, выпрыгнув при задержании в окно, скрылся в лесах, где присоединился к группе Королёнка из нескольких десятков крестьян, преследуемых МГБ, а затем возглавил антисоветский партизанский отряд численностью 25-30 человек. Согласно архивам КГБ Беларуси, всего за период с 1946 по 1954 год отрядом Жихаря было совершено более 70 акций (23 террористических акта, 42 ограбления и 9 нападений на сельсоветы) против органов советской власти, в результате чего погибло более 20 членов компартии и милиционеров. Самые известные акции, совершённые отрядом Жихаря, — уничтожение сельсовета в деревне Верхнее (Поставский район) в 1947 году и убийство начальника уголовного розыска Глубокского района Витебской области Виталия Молявко в 1951 году. 
К концу 1948 года отряд вошёл в контакт с организацией «Чёрный Кот». С 1952 по конец 1954 года отряд Жихаря был единственным известным формированием «Чёрного Кота», действовавшим на территории БССР. В ноябре-декабре 1954 года практически весь отряд был уничтожен в боях с органами МВД БССР, уцелевшие члены отряда покинули Беларусь через Польшу.

### Смерть
Органы правопорядка БССР охотились на Жихаря. 11 января 1955 года он был окружён опергруппой КГБ в составе пяти человек на хуторе в 7 км от Постав. Согласно первой версии, более распространенной в прессе белорусской эмиграции, отказавшись сдаться, Жихарь вступил в перестрелку с сотрудниками КГБ, и когда боеприпасы почти кончились, покончил с собой последним патроном. Пуля сильно изувечила его лицо, в результате чего опознать Жихаря было практически невозможно. 
По другой версии, которой в частности придерживается историк Игорь Валаханович, в ходе перестрелки  Жихарь был убит членом группы Сватеевым С. В., бывшим на операции по его задержанию. Труп Жихаря был опознан по найденным при нем документам. В результате чего среди местных жителей на Поставщине долгое время ходили слухи, что вместо Жихаря погиб другой человек, а сам он сумел бежать на Запад и якобы был неоднократно замечен в 1960-х годах в ПНР..